# 瓦貢迪島
65°24′37″S 65°21′47″W / 65.41028°S 65.36306°W
瓦貢迪島（Vaugondy Island），是南極洲的島嶼，位於約翰內斯森港東北部，處於特蘭德爾島西南面2.78公里、京格爾島西北面1.1公里和里布尼克島以南3.4公里，屬於比斯科群島中皮特群島的一部分，長1.85公里、寬1.68公里，以法國製圖師命名，現時由南極條約體系管理。